# Синиккілсе
Синиккілсе (азерб. Sınıqkilsə) — село у Кельбаджарському районі Азербайджану. Село розташоване за 7 км на північний схід від райцентру — міста Карвачара та за 2 км на південний схід від села Нор Веріншен, що знаходиться в ущелині річки Трту, по якій простягається відгалуження до Карвачару з траси Мартакерт — Варденіс.